# (6916) Lewispearce
(6916) Lewispearce (1992 OJ) – planetoida z pasa głównego asteroid okrążająca Słońce w ciągu 4,8 lat w średniej odległości 2,84 j.a. Odkryta 27 lipca 1992 roku.